# Denis et Eugène Bühler
Pour les articles homonymes, voir Bühler.

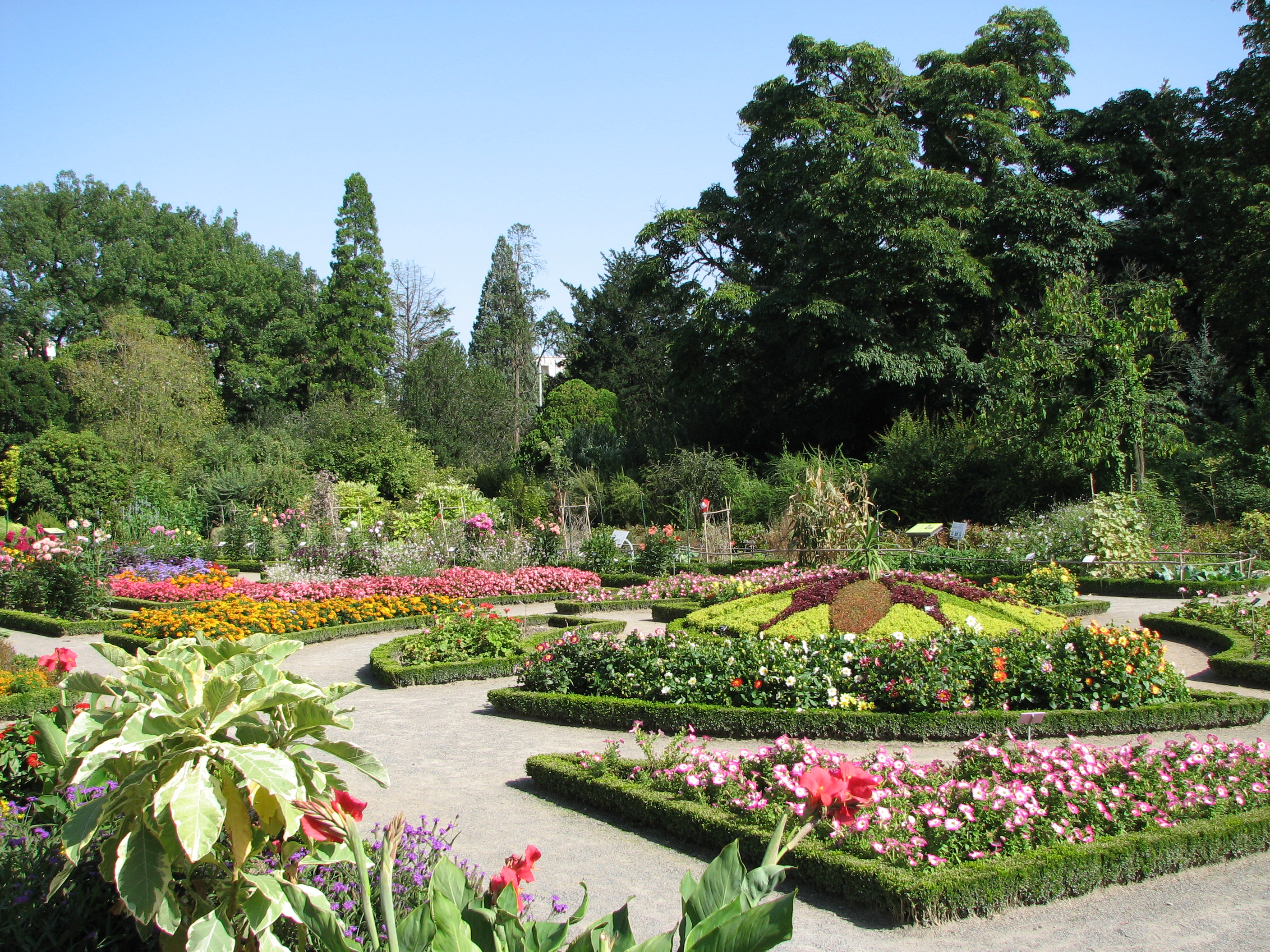
Le parc de la Tête d'or à Lyon.

Denis Bühler, né le 22 avril 1811 à Lahr (Allemagne) et mort en 1890 à Lausanne (Suisse) et Eugène Bühler, né le 4 décembre 1822 à Clamart (Hauts-de-Seine) et mort le 12 février 1907 à Paris, sont des architectes-paysagistes français, issus d’une famille protestante d'origine suisse. Peu connus aujourd'hui, ils jouirent d’une gloire considérable au XIXe siècle et faisaient partie de l'élite de la profession.
Les frères Bühler affectionnaient les paysages exotiques et le jardin paysager.

## Débuts
C’est par obligation familiale, à la mort de son père, que Denis reprend l'activité de ce dernier en exerçant la profession de pépiniériste. Son frère Eugène étudie l’architecture paysagère à l'École royale d’horticulture de Versailles et les Bühler s’installent à Paris, où ils se lancent ensemble dans la réalisation de parcs et jardins.

## Réalisations
Liste non exhaustive, classée par chronologie de réalisation.

### En France

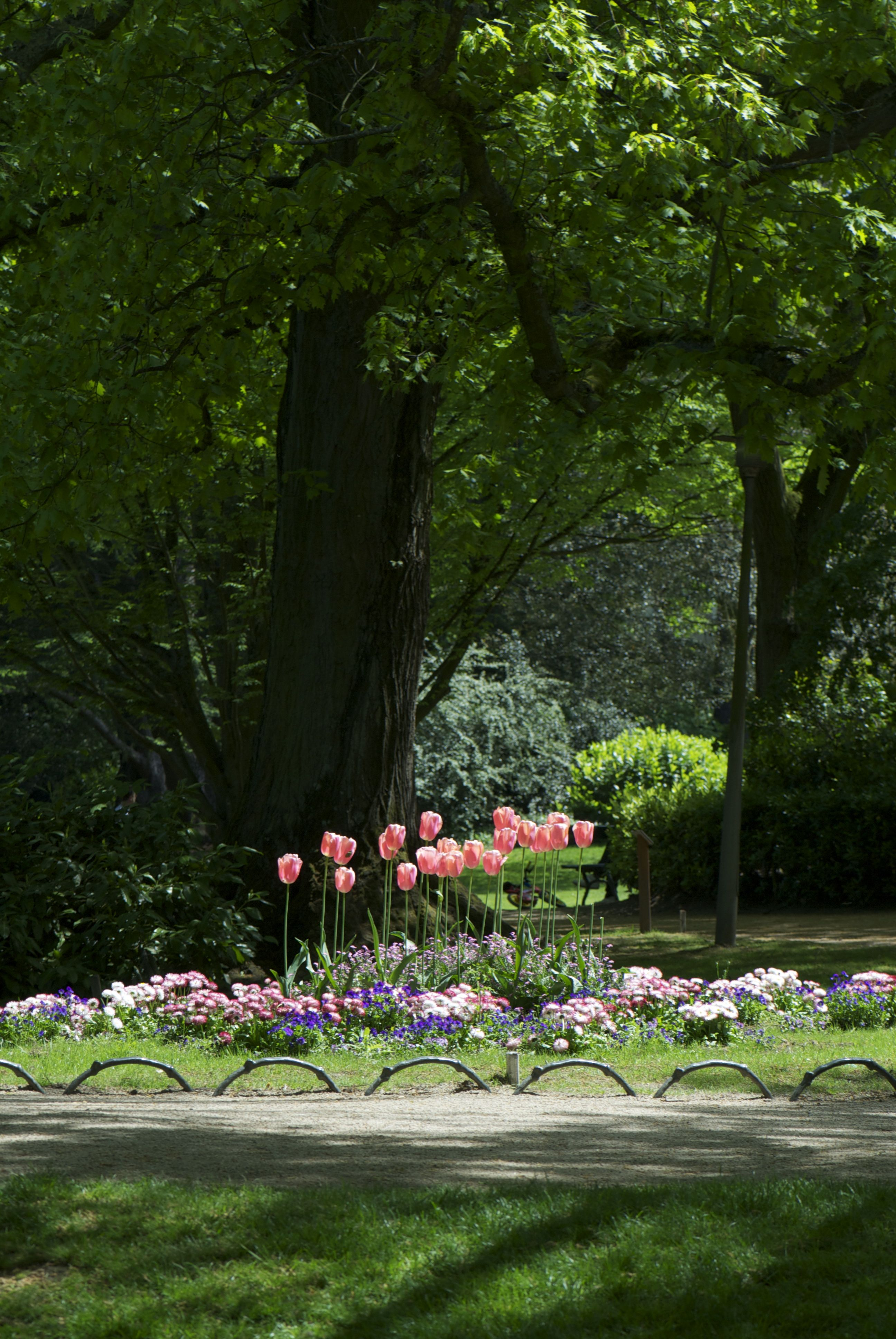
Le jardin des Prébendes d’Oé, à Tours.

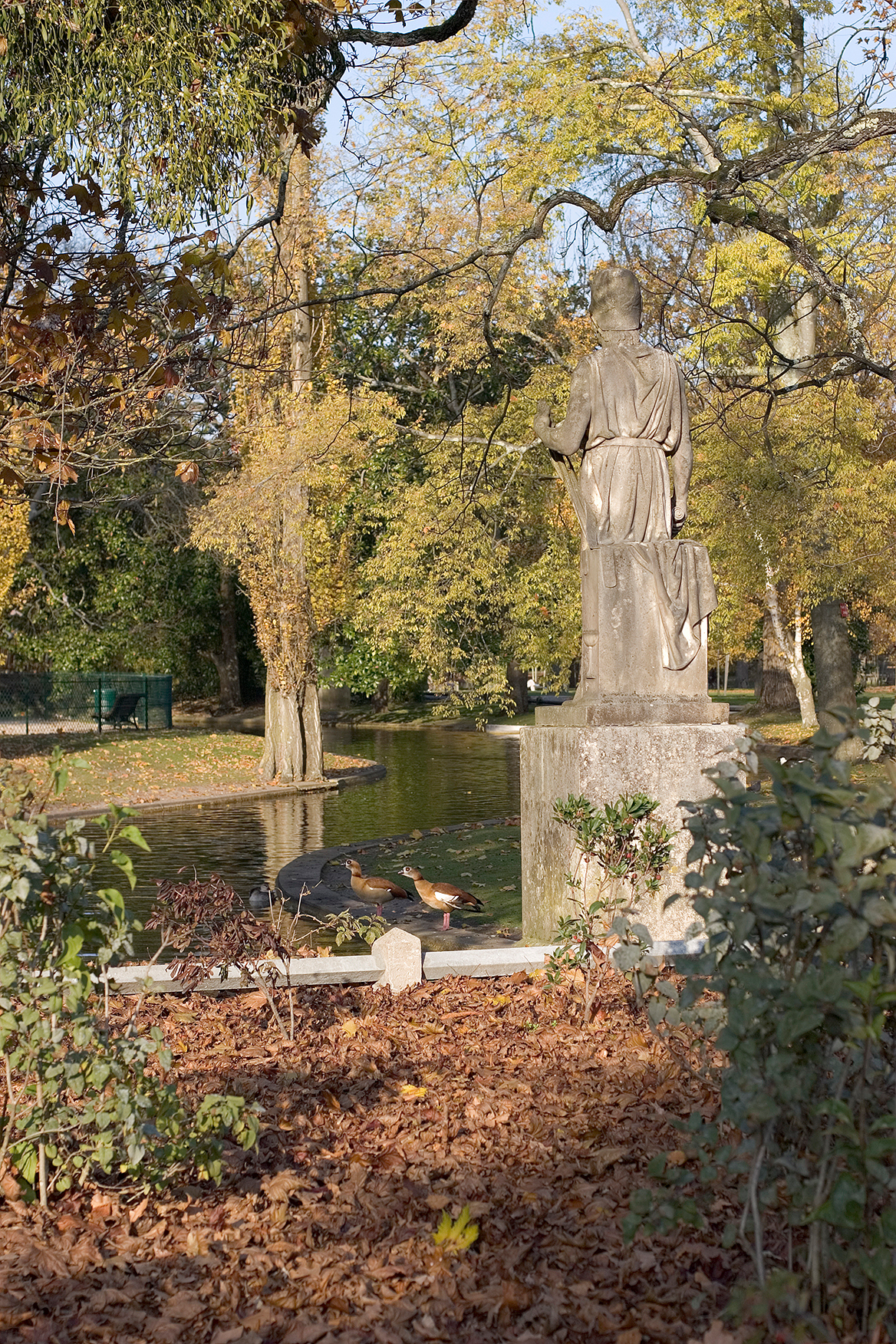
Le Parc bordelais à Bordeaux.

On trouve trace des premiers chantiers de Denis et Eugène Bühler en Bretagne. Par la suite, ils créent ou remanient nombre de parcs en France :
- 1842 : le parc du château de Kernévez à Saint-Pol-de-Léon (Finistère).
- 1850 : le parc du château du Pérennou à Plomelin (Finistère)[R 1], sur les bords de l'Odet.
- 1856 :
  - le parc et jardins du château d'Azay-le-Ferron (Indre)[R 2] ;
  - le jardin des Chartreux à Lyon (Rhône)[R 3].
- 1857 : le parc de la Tête d'or à Lyon (Rhône).
- 1858 :
  - le square Planchon'à Montpellier (Hérault)[R 4] ;
  - le jardin du Champ de Juillet à Limoges (Haute-Vienne).
- 1859 : le domaine de Grenade à Saint-Selve (Gironde) à la demande des familles Carayon Latour et Chateaubriand.
- 1860 :
  - le parc Fabrège de Maguelone à Villeneuve-lès-Maguelone (Hérault)[R 5] ;
  - le parc du château de Bonnefontaine (25 ha) sur la commune d'Antrain (Ille-et-Vilaine)[R 6] ;
  - le parc du château de Courson à Courson-Monteloup (Essonne).
- 1863 : le parc Oberthür à Rennes (Ille-et-Vilaine)[R 7] ;
- 1864 : le jardin public de Bayeux à Bayeux (Calvados).
- 1867 : 
  - le plateau des Poètes à Béziers (Hérault) ;
  - le parc du château de Saint-Julien (Charente-Maritime)
- 1868 :
  - le parc du château de La Ville-Huë à Guer (Morbihan)[R 8][source insuffisante] ;
  - le parc du Thabor à Rennes (Ille-et-Vilaine).

- 1872 :

Vue sur l’orangerie, les serres, le kiosque à musique et les bassins au parc du Thabor de Rennes.

  - le jardin des Prébendes d'Oé à Tours (Indre-et-Loire)[R 9] ;
  - le parc du château du Bois-Cornillé (100 ha) sur la commune de Val-d'Izé (Ille-et-Vilaine)[R 10] ;
  - le parc du château de Trohanet, sur les communes de Briec et Langolen (Finistère)[R 11].
- 1875 : le parc du château de Combourg (Ille-et-Vilaine)[R 12] ;
- 1877 :
  - le parc du château de La Saulaie, sur la commune de Candé (Maine-et-Loire)[R 13] ;
  - le parc et jardin du château du Gué à Loiré (Maine-et-Loire).
- 1878 : le parc du Domaine de Verchant sur la commune de Castelnau-le-Lez (Hérault) ;
- 1883 : le parc du collège Saint-François-de-Sales à Évreux (Eure) ;
- 1884 : le château de Châtenay-en-France dans la commune de Châtenay-en-France (Val-d'Oise) ;
- 1885 : le parc du château de Bonnétable à Bonnétable[R 14],[R 15] (Sarthe), pour le duc de La Rochefoucauld-Doudeauville ;
- 1886 : le parc du château de la Sallière à Saint-Hilaire-du-Bois (Vendée) ;
- 1888 : le parc bordelais à Bordeaux (Gironde)[R 16].
- Vers 1893 : le parc du château de Diénay (Côte-d'Or) pour Charles de Meixmoron.
- Vers 1894 : le parc du château de Pescheseul (Sarthe) pour la Marquise de Lentilhac, fille du Baron Charles Dupin.
- 1895 : le château de Brochon (Côte-d'Or).
- 1897 : le château de Pibrac (Haute-Garonne).
- s.d. :
  - le Grand Parc de la Briantais (27 ha) sur la commune de Saint-Malo (Ille-et-Vilaine)[R 17] ;
  - le parc du château des Longrais, sur la commune de Saint-Thurial (Ille-et-Vilaine)[R 18] ;
  - les parcs de plusieurs châteaux pinardiers dans le Biterrois dont les châteaux de Libouriac et de Raissac à Béziers (Hérault) ;
  - le parc du domaine de Palajanel sur la commune de Palaja (Aude) ;
  - les jardins du château de Valmirande sur la commune de Montréjeau (Haute-Garonne) ;
  - le parc du château du Faÿ sur la commune d'Andrésy dans les Yvelines.

### En Belgique
- s.d. : le parc du château de Dave sur la commune de Namur en Belgique.